# اچ‌ام‌آی‌اس ناربادا (یو۴۰)
اچ‌ام‌آی‌اس ناربادا (یو۴۰) (به انگلیسی: HMIS Narbada (U40)) یک کشتی بود که طول آن ۲۹۹ فوت ۶ اینچ (۹۱٫۲۹ متر) بود. این کشتی در سال ۱۹۴۲ ساخته شد.